# Teresa Mendizábal
Teresa Mendizabal (Vitòria, 22 de setembre de 1940) és Doctora en Física i professora del Consell Superior d'Investigacions Científiques (CSIC), assessora de direcció del Centre d'Investigacions Energètiques, Mediambientals i reconeguda per la seva activitat investigadora centrada en l'erosió del sòl, la degradació de les terres i la desertificació.
Va actuar com a assessora en la Convenció de les Nacions Unides per la Lluita contra la Desertificació de l'any 1994 i forma part del Quadre Internacional d'Experts contra la Desertització. A més de fer recerca també s'ha dedicat a la gestió i planificació i ha estat vicesecretària general i vicepresidenta del CSIC.